# Pont-écluse Saint-Amand
Le pont-écluse Saint-Amand est un pont-écluse franchissant le canal des Augustins à Verdun, dans le département de la Meuse en région Grand Est en France.
Marquant la jonction entre le canal Saint-Vanne et celui des Augustins, le pont-écluse est construit de 1680 à 1685 selon les plans de Vauban. Avec deux autres ouvrages aujourd'hui disparus, il formait un système défensif qui permettait d'inonder le secteur en amont de Verdun, rendant toute attaque impossible par le sud.
Il est réputé comme étant le seul pont-écluse en France à posséder encore son bâtiment de manœuvre avec tout son mécanisme.

## Historique
En 1675, Vauban est chargé de la fortification des Trois-Évêchés. Pour protéger le flanc sud de Verdun, il met au point un système défensif de trois ponts-écluses sur trois cours d'eau : le pont-écluse Saint-Nicolas sur la Meuse, le pont-écluse Saint-Airy sur le canal Saint-Airy et le pont-écluse Saint-Amand, marquant la jonction entre le canal des Augustins et celui de Saint-Vanne. Ce dernier est le seul subsistant dans son intégralité. Le but de l'ouvrage est d'inonder le secteur en amont de Verdun sur 14 km de long sous une profondeur de 2 à 2,5 m d'eau. Il faut six jours pour obtenir une inondation complète, rendant toute attaque impossible par le sud,.
La construction du pont est confiée à un ingénieur du Roi nommé Peirault. Elle débute en 1680 et s'achève en 1685,.
Le premier essai d'inondation est réalisé en 1687 en présence du Roi de France Louis XIV. Le système ne sera utilisé que cinq autres fois,.
Quelques décennies plus tard, Louis de Cormontaigne, ingénieur en chef des fortifications de Thionville, modifie les écluses.
Le pont-écluse est classé aux monuments historiques par un arrêté du 13 décembre 1978.
De 2009 à 2011, d'importants travaux de réfection sur la charpente, la toiture et la voirie sont effectuées.

## Architecture
Le pont Saint-Amand est un pont en maçonnerie à 5 voûtes. Les 4 piles du pont sont renforcés par des becs triangulaires. La longueur du pont est d'environ 40 m et la largeur du tablier est d'environ 15 m, dont 6 m pour la voirie et 9 m pour le bâtiment de manœuvre de l'écluse.
Actionnées par des treuils, des poutrelles en bois glissent dans des rainures faites dans les arches du pont.

Vues du pont
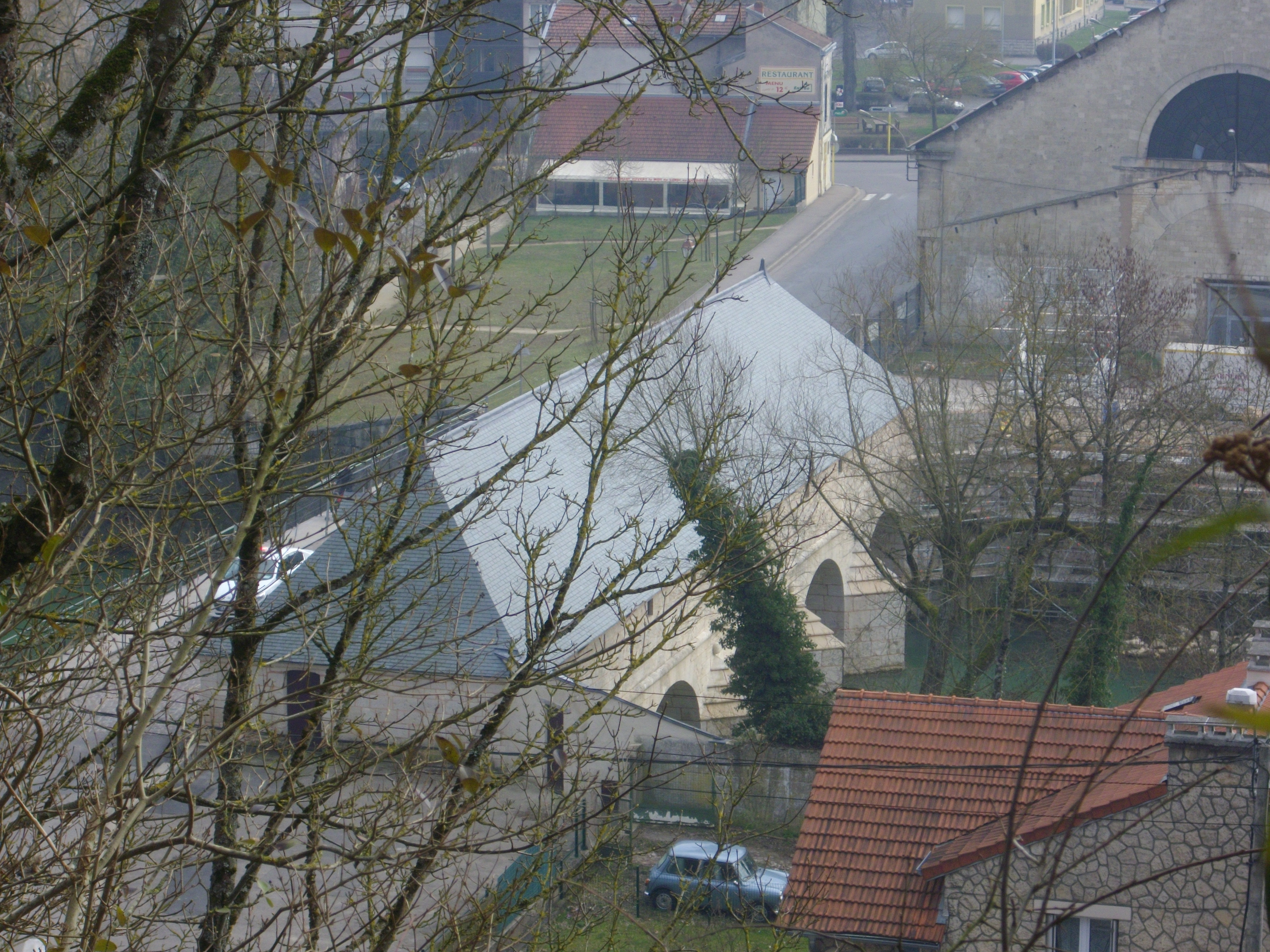
Vue en hauteur du pont-écluse.
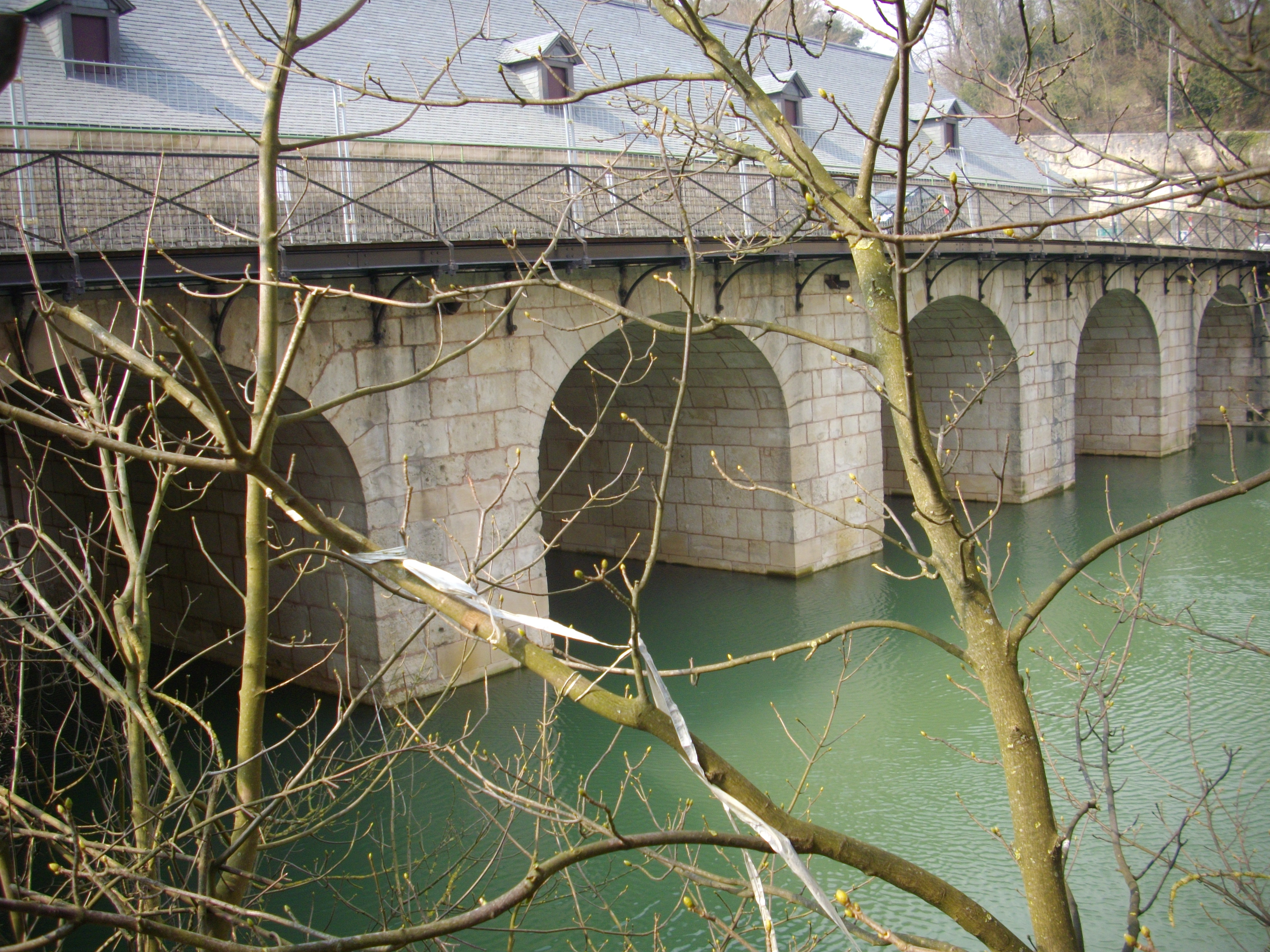
Voutes du pont-écluse.